# Clistopyga canadensis
Clistopyga canadensis là một loài tò vò trong họ Ichneumonidae.